# Прущ (Тухольський повіт)
Прущ (пол. Pruszcz) — село в Польщі, у гміні Ґостицин Тухольського повіту Куявсько-Поморського воєводства.
Населення — 869 осіб (2011).
У 1975-1998 роках село належало до Бидгощського воєводства.

## Демографія
Демографічна структура станом на 31 березня 2011 року:
|          | Загалом | Допрацездатний вік | Працездатний вік | Постпрацездатний вік |
| -------- | ------- | ------------------ | ---------------- | -------------------- |
| Чоловіки | 433     | 98                 | 301              | 34                   |
| Жінки    | 436     | 90                 | 255              | 91                   |
| Разом    | 869     | 188                | 556              | 125                  |